# 千葉県道66号浜野四街道長沼線

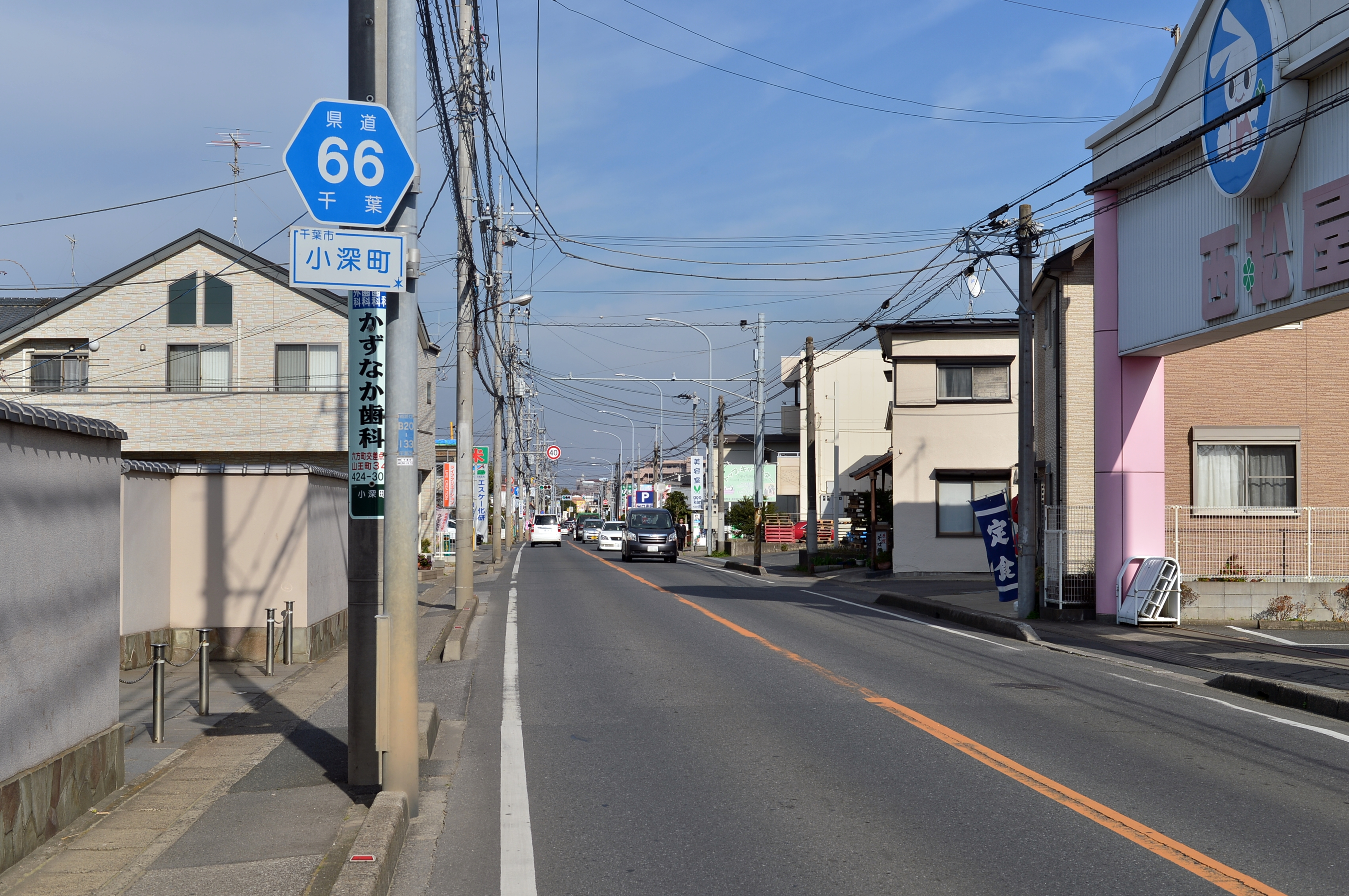
千葉県道66号浜野四街道長沼線
千葉市稲毛区小深町（2015年3月）

千葉県道66号浜野四街道長沼線（ちばけんどう66ごう はまのよつかいどうながぬません）は、千葉市中央区浜野町から四街道市を経て、千葉市稲毛区長沼町に至る県道（主要地方道）である。

## 概要
中央区浜野町の千葉県道24号千葉鴨川線との交点である浜野北町交差点を起点とし、千葉市中心部を迂回するように緑区、若葉区、四街道市を経由し、稲毛区長沼町の国道16号と千葉県道69号長沼船橋線との交点である長沼交差点を終点とする。
四街道市四街道から終点までは大正時代の軍事国道特1号であり、稲毛区六方町の陸上自衛隊下志津駐屯地からは江戸時代に徳川家康が九十九里方面での鷹狩のために整備した東金御成街道にあたる。

### 路線データ
- 起点:千葉市中央区浜野町（浜野北町交差点、千葉県道24号千葉鴨川線交点）
- 終点:千葉市稲毛区長沼町（長沼交差点、国道16号交点・千葉県道69号長沼船橋線起点）
- 総延長：*.* km（千葉土木事務所管内：*.* km、千葉市管内：*.* km、印旛土木事務所管内：6.143 km）
- 重用延長：*.* km（千葉土木事務所管内：*.* km、千葉市管内：*.* km、印旛土木事務所管内：0.691 km）
- 実延長：29.855 km（千葉土木事務所管内：*.* km[1]、千葉市管内：24.403 km[2]、印旛土木事務所管内：5.452 km[3]）

## 路線状況

### 重複区間
- 国道126号（千葉市若葉区中田町、宮田交差点付近）
- 千葉県道64号千葉臼井印西線（四街道市四街道、四街道駅前交差点 - 四街道十字路）

### バイパス
浜野四街道長沼バイパス

## 地理

### 通過する自治体
- 千葉県
  - 千葉市（中央区 - 緑区 - 若葉区） - 四街道市 - 千葉市（稲毛区）

### 交差する道路
- 千葉県道24号千葉鴨川線（起点）
- 千葉県道219号浜野停車場線（千葉市中央区浜野町）
- 国道16号（千葉市中央区浜野町、生実交差点）
- 千葉県道67号生実本納線（千葉市中央区生実町、北生実中宿交差点）
- 千葉県道20号千葉大網線（千葉市緑区鎌取町、鎌取十字路交差点）
- 千葉県道67号生実本納線（千葉市緑区辺田町、辺田十字路交差点）
- 国道126号（千葉市若葉区中田町、宮田交差点付近）
- 千葉県道53号千葉川上八街線（千葉市若葉区更科町、川崎十字路交差点）
- 国道51号・千葉県道22号千葉八街横芝線（四街道市吉岡、吉岡十字路交差点）
- 千葉県道64号千葉臼井印西線（四街道市四街道、四街道駅前交差点 - 四街道十字路）
- 国道16号・千葉県道69号長沼船橋線（終点）